# Now I'm Here
〈Now I'm Here〉는 영국의 록 밴드 퀸의 노래다. 브라이언 메이가 작곡한 이 곡은 퀸의 세 번째 음반 《Sheer Heart Attack》(1974년)의 여섯 번째 곡으로 수록되었고, 영화 《보헤미안 랩소디》의 사운드트랙에도 수록되었다. 특유의 음색과 화음으로 유명하며, 영국에서 1975년 싱글로 발매되었을 때 11위 차트에까지 올랐다. 퀸은 월드 투어와 콘서트 등 라이브에서 1974년 말부터 1986년까지 연주한 인기곡이었으며, 2020년 대한민국에서 열린 내한공연에서도 세트리스트에 포함되었다.